# Пелешенко Лариса Олександрівна
Лариса Олександрівна Пелешенко (рос. Лари́са Алекса́ндровна Пелеше́нко; нар. 29 лютого 1964, Сланці, Російська РФСР) — російська легкоатлетка, що спеціалізується на штовханні ядра, срібна призерка Олімпійських ігор 2000 року. Заслужений майстер спорту Росії.

## Біографія
Лориса Пелешенко народилася 29 лютого 1964 року в місті Сланці. Першим її тренером був Сергій Євтігнєєв. Потім тренувалася у Зої Матвєєвої та Юрія Асланова.
Перший успіх прийшов до спортсменки під час виступів за збірну СРСР. На чемпіонаті Європи у приміщенні 1988 року вона стала срібною призеркою. Виступаючи за збірну Росії, Пелешенко у 1994 році знову стала срібною призеркою чемпіонату Європи в приміщенні, а у 1995 році виграла чемпіонат світу в приміщенні. В результаті перевірки допінгових проб із цього турніру, у крові спортсменки були виявлені заборонені речовини. В результаті цього вона була позбавлена нагороди, а також дискваліфікована на чотири роки.
Повернулася до виступів у сезоні 2000 року. Легкоатлетка почала сезон з перемоги на чемпіонаті Європи у приміщенні з високим результатом 20.15 м. Зуміла пробитися до складу збірної Росії на Олімпійські ігри у Сіднеї. Там Пелешенко також показала високий результат: поступилася лише білоруській легкоатлетці Яніні Провалинській-Корольчик, ставши срібною медалісткою. Продовжила виступати і у сезоні 2001 року. Вона стала чемпіонкою світу в приміщенні, тоді як на чемпіонаті світу на відкритому повітрі стала четвертою. Невдовзі після цього вирішила завершити кар'єру.
Пелешенко закінчила Санкт-Петербурзький технікум олімпійського резерву № 1. Перший чоловік спортсменки був професійним гандболістом, виступаючи за «Неву». Він підписав контракт із французьким гандбольним клубом, а згодом,  після 13-ти років шлюбу, вони розлучилися. З другим чоловіком має сина, якого народила у 1998 році.

## Кар'єра
| Рік               | Змагання                      | Місто                  | Місце            | Примітки         |                  |
| Представник СРСР  | Представник СРСР              | Представник СРСР       | Представник СРСР | Представник СРСР | Представник СРСР |
| ----------------- | ----------------------------- | ---------------------- | ---------------- | ---------------- | ---------------- |
| 1987              | Універсіада                   | Загреб, Югославія      | 3                | 19.49 м          |                  |
| 1988              | Чемпіонат Європи в приміщенні | Будапешт, Угорщина     | 2                | 20.23 м          |                  |
| Представник Росія |                               |                        |                  |                  |                  |
| 1993              | Чемпіонат світу               | Штутгарт, Німеччина    | 9                | 19.22 м          |                  |
| 1994              | Ігри доброї волі              | Санкт-Петербург, Росія | 5                | 19.05 м          |                  |
| 1994              | Чемпіонат Європи в приміщенні | Париж, Франція         | 2                | 19.16 м          |                  |
| 1994              | Чемпіонат Європи              | Гельсінкі, Фінляндія   | 5                | 19.01 м          |                  |
| 1995              | Чемпіонат світу в приміщенні  | Барселона, Іспанія     | 1                | 19.93 м          |                  |
| 2000              | Чемпіонат Європи в приміщенні | Гент, Бельгія          | 1                | 20.15 м          |                  |
| 2000              | Олімпійські ігри              | Сідней, Австралія      | 2                | 19.92 м          |                  |
| 2001              | Чемпіонат світу в приміщенні  | Лісабон, Португалія    | 1                | 19.84 м          |                  |
| 2001              | Чемпіонат світу               | Едмонтон, Канада       | 4                | 19.37 м          |                  |
| 2001              | Ігри доброї волі              | Брисбен, Австралія     | 1                | 18.65 м          |                  |